# Kramat Sukoharjo
Kramat Sukoharjo is een bestuurslaag in het regentschap Jember van de provincie Oost-Java, Indonesië. Kramat Sukoharjo telt 6269 inwoners (volkstelling 2010).